# Frédéric Mistral
Frédéric Mistral (8 tháng 9 năm 1830 - 25 tháng 3 năm 1914) là một nhà thơ vùng Provençe (Pháp) đoạt giải Nobel Văn học năm 1904.

## Tiểu sử
Fredéric Mistral sinh tại làng Maillane, Pháp, giữa Avignon và Arles của thung lũng sông Rhône. Ông lớn lên giữa khung cảnh thiên nhiên kỳ diệu của quê hương, giữa những người dân quê và ông sớm quen với công việc của họ. Bố ông là một trại chủ giàu có, người toàn tâm toàn ý với những phong tục của đức tin và tổ tiên. Mẹ ông nuôi dưỡng tâm hồn trẻ thơ của ông qua những bài hát và truyền thống quê hương. Trong suốt thời gian theo học ở Avignon, cậu bé đã đọc những tác phẩm của Homer và Virgil, những tác phẩm đã tạo ấn tượng sâu sắc trong tâm hồn ông. Một trong các giáo sư, nhà thơ Joseph Roumanille, đã thổi vào ông tình yêu tha thiết đối với tiếng mẹ đẻ, tiếng Provençe. Năm 1851 ông tốt nghiệp đại học rồi dành toàn bộ thời gian của mình cho sự nghiệp văn học. Năm 1854 ông cùng với sáu nhà thơ khác đã sáng lập Félibrige - Hiệp hội Hỗ trợ Phát triển Ngôn ngữ và Văn học Provençe - xuất bản tạp chí Almanach Provençe cùng Joseph Roumanille. Suốt đời Mistral hoạt động không mệt mỏi cho Félibrige và mơ ước phục hồi nền văn học và ngôn ngữ Provençe.

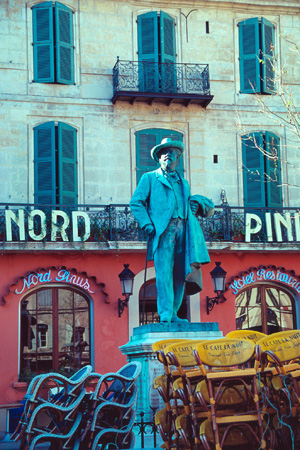
Tượng Frédéric Mistral tại Arles

Năm 1859 ông xuất bản thiên trường ca Miréio, viết về một cô gái thôn quê ngoan ngoãn và xinh đẹp không thể lấy được người mình yêu vì bố cô không đồng ý. Tuyệt vọng, cô trốn nhà đến nương nhờ tại một nhà thờ nơi hành hương của những người thờ Ba Thánh Maria trên đảo Camargue, vùng châu thổ sông Rhône. Tác giả đã kể lại một cách quyến rũ tình yêu trẻ trung của cô gái và mô tả bằng nghệ thuật bậc thầy cuộc chạy trốn của cô qua cao nguyên Crau lởm chởm đá. Kiệt sức vì cái nắng như thiêu như đốt của vùng Camargue, cô gái trẻ bất hạnh cuối cùng cũng đến được nhà thờ để chết. Nơi đó, trong ảo ảnh, ba vị thánh Maria đã hiện lên trước mắt cô đúng lúc cô trút hơi thở cuối cùng. Bi kịch tình yêu này được nhiều nhà thơ lớn của nước Pháp đánh giá cao. Alphonse de Lamartine vốn là một người luôn cẩn trọng vẫn bị quyến rũ bởi những tác phẩm hay, đã viết: "Một nhà thơ vĩ đại đã ra đời". Ông so sánh thơ của Mistral với một hòn đảo trong quần đảo, một Delos trôi nổi đã phải tự tách mình ra khỏi quần thể để âm thầm đến với Provençe ngát hương. Năm 1875 Mistral xuất bản tập thơ Lis isclo d'or (Những hòn đảo vàng), gồm những bài thơ trữ tình bất hủ. Cuốn từ điển Provençe - Pháp Lou tresor dóu Félibrige (Kho báu Félibrige) là tác phẩm độc đáo của ông, mang tính bách khoa thư, chứa đựng những kiến thức phong phú về phương ngữ, văn học dân gian, phong tục tập quán, tín ngưỡng của một nền văn hóa. Năm 1890 ông hoàn thành vở kịch duy nhất của mình là La Rèino Jano (Nữ hoàng Jano).
Năm 1904, năm thứ 50 của phong trào Félibrige, Mistral nhận giải Nobel (cùng với nhà viết kịch Tây Ban Nha José Echegaray) vì "lý tưởng cao cả và những cống hiến lớn lao cho sự phục hồi tinh thần dân tộc". Ông đã dùng tiền của giải thưởng Nobel lập Bảo tàng Văn hóa Dân gian Provençe.
Mistral mất do bị cảm lạnh khi đang nghiên cứu văn khắc trên quả chuông nhà thờ Maillane, để lại những câu thơ khiến người ta nghĩ rằng: các nền văn minh có thể chết nhưng không bao giờ biến mất. Thơ của ông được dịch ra nhiều thứ tiếng, trong đó có tiếng Việt.

## Tác phẩm
- Miréio (1859), trường ca
- Calendau (1867), trường ca

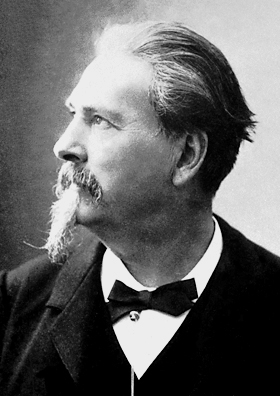
Frédéric Mistral

- Lis isclo d'or (Những hòn đảo vàng, 1876), tập thơ
- Nerto (1884), thơ
- Lou tresor dóu Félibrige (Kho báu Félibrige, 1878-1886), từ điển
- La Rèino Jano (Nữ hoàng Jano, 1890), kịch
- Lou Pouèmo dóu Rhone (Trường ca sông Rhône, 1897), trường ca
- Moun espelido: memori è raconte (Hồi ký Mistral, 1906), hồi kí
- Les oulivado (Mùa thu hoạch oliu, 1912), tập thơ

## Ôi Magali

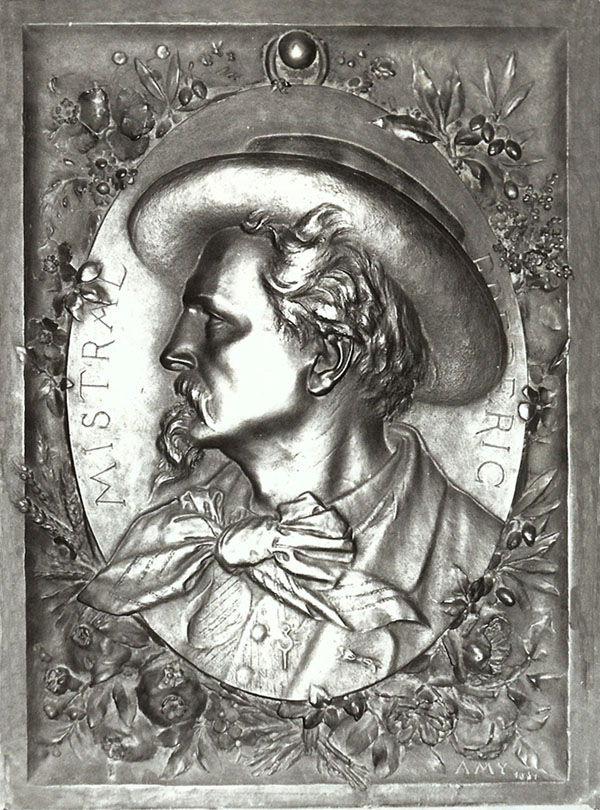
Jean Barnabe Amy: Chân dung Frédéric Mistral

| - Ôi Magali, ôi thiên thần của anh Hãy thức dậy và nhìn ra cửa sổ Tiếng lục lạc của anh đang kêu đó Cùng với tiếng vĩ cầm. Trời đầy sao và đợi ánh bình minh Nhưng mà em hãy hiện Những vì sao sẽ trở thành màu xám Khi đứng trước em. "Hãy để tôi yên cùng với cây đàn Tôi không yêu những lời dại dột Còn nếu không, tôi như con cá chạch Sẽ lặn vào giữa sâu thẳm màu xanh". - Ôi Magali, Magali của anh Nếu mà em trở thành con cá chạch Thì anh sẽ làm người đi câu bắt Và em sẽ là của anh. "Nhưng một khi vằng lưới anh chưa buông Thì tôi đã thành con chim bay vào bụi Và sẽ mỉm cười anh đau khổ với Đống vằng lưới của anh". - Ôi Magali, nếu như em trở thành Con chim bay vào bụi Thì anh làm người săn chim cùng với lưới Và em sẽ là của anh. "Thì khi đó tôi cất cánh bay cao Và sẽ hoá thành đám mây, xa thẳm Tôi sẽ bay về nơi cuối tận Theo gió, đuổi những con tàu". - Ôi Magali, nếu em theo ngọn gió Bay về chốn xa xăm Thì anh sẽ hoá thành bão tố Và em sẽ là của anh. "Trước bão tố tôi sẽ không đầu hàng Đã có mặt trời che chở Nơi đó tôi cháy như ngọn lửa Và toả ánh hào quang!" - Nếu em thành ánh sáng, Magali của anh Thì anh sẽ hoá thành con rắn biển Dưới ánh mặt trời anh sưởi ấm Và em sẽ là của anh. | "Không ánh sáng, chẳng lửa hồng Sẽ không trao cho con rắn Tôi sẽ hoá thành trăng lạnh Sẽ bơi trên mặt đất ngủ mơ màng…" - Ôi Magali, nếu em hoá thành trăng Ánh trăng trong đêm vắng Thì anh sẽ hoá thành làn sương mỏng Và em sẽ là của anh. "Lời gian dối không thể chiếm được tôi Tôi sẽ tìm ra lối thoát Sẽ hoá thành một rừng cây Và sẽ đeo vỏ cây bì lên mặt…" - Ôi Magali, Magali, em cứ việc Cứ là một rừng xanh Còn anh sẽ là dây trường xuân quấn chặt Và em sẽ là của anh. "Tôi sẽ vào tu viện, theo con đường Thoát cõi đời lăng xăng, bận rộn Để sống trong nghiêm khắc, lặng yên, màu trắng Giữa lời nguyện cầu và sự trắng trong…" - Ôi Magali, nơi đó em trở thành Một Nàng dâu của Chúa Còn anh sẽ thành cái bàn hầu hạ Và em sẽ là của anh. "Không! Nếu bằng sức mạnh hoặc láu lỉnh, tinh ranh Mà người ta cho anh vào tu viện Thì sẽ thấy một nấm mồ khói hương bay quyện Và cây thập ác, mô đất mới đắp lên!" - Ôi Magali, nếu em cứ giấu mình Trong ngôi mồ bí ẩn Thì anh đây sẽ đi về đất lạnh Để em sẽ là của anh. "Khoan, đừng vội đi đâu… em sẽ ra ngoài hiên Để cho, không một ai nghe thấy Chiếc nhẫn pha lê này, anh cầm lấy Và hãy đừng quên, đừng phụ tình em…" - Ôi Magali của anh!... Bây giờ em hãy nhìn Con tim này này mở rộng Những vì sao sẽ trở thành màu xám Khi đứng trước em! Bản dịch của Nguyễn Viết Thắng |